# Weststellingwerf
Weststellingwerf é um município dos Países Baixos, situado na província da Frísia. Tem 228,45 km² de área e sua população em 2020 foi estimada em 26.018 habitantes.